# 티후아나

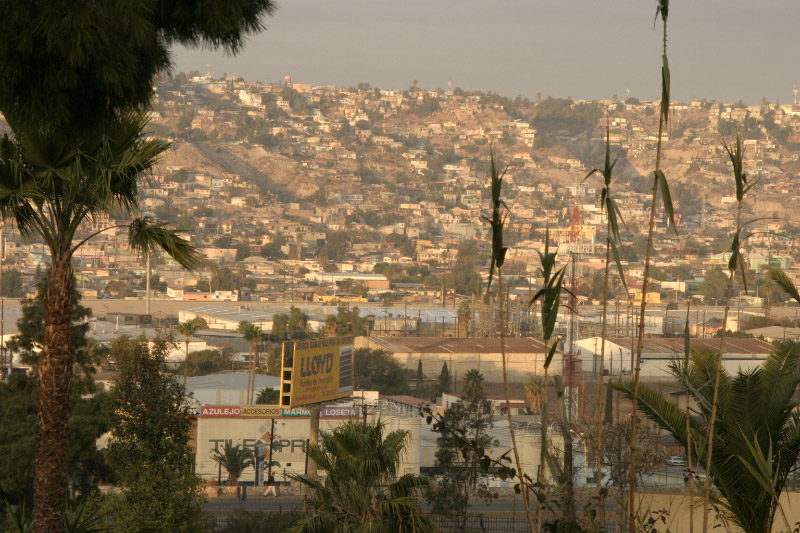
티후아나

티후아나(스페인어: Tijuana)는 멕시코 바하칼리포르니아주의 최대 도시이다. 또한 라틴아메리카의 최북단 도시로, ‘멕시코의 골목’ 또는 ‘라틴 아메리카의 골목’이라는 별칭으로도 알려져 있다. 미국 샌디에고와 국경을 접하고 있다.

## 인구
멕시코 국가 통계 지리 전산청(INEG, Instituto Nacional de Estadística, Geografía e Informática)에 의하면, 티후아나 시의 인구는 2000년 기준 1,210,820명이며, 티후아나는 멕시코에서 여덟째로 큰 도시이다.
| 연도     | 인구      | ±%     |
| -------- | --------- | ------ |
| 1980     | 461,267   | —      |
| 1985     | 584,267   | +26.7% |
| 1990     | 698,752   | +19.6% |
| 1995     | 966,097   | +38.3% |
| 2000     | 1,210,820 | +25.3% |
| 2005     | 1,410,687 | +16.5% |
| 2010     | 1,559,683 | +10.6% |
| 2015     | 1,641,570 | +5.3%  |
| 2020     | 1,922,523 | +17.1% |
| sources: |           |        |

## 지리
티후아나는 북위 32° 31' 30" 서경 117° 02'에 위치해 있다. 북쪽으로는 미국 캘리포니아의 샌디에이고, 남쪽으로는 플라야스데로사리토 시와 엔세나다 시, 서쪽으로는 태평양으로 둘러싸여 있다. 시의 면적은 1,727 제곱킬로미터로 티후아나를 마주보는 태평양의 코로나도 제도일부도 티후아나 시에 포함된다.
샌디에이고와 맞닿아 있어 미국에서 멕시코로 들어가는 교통의 중심지인 티후아나는 멕시코의 장단점이 혼재된 곳으로 알려져 있다. 경제적 번영과 유흥 산업, 상업의 중심지인 반면, 미국으로 밀반출되는 마약 거래의 주요 통로로 여겨지기도 하여 "티후아나 카르텔"은 미국에서 악명이 높고 매춘의 중심지로 여겨지기도 한다.

### 기후
| Tijuana의 기후                          | Tijuana의 기후 | Tijuana의 기후 | Tijuana의 기후 | Tijuana의 기후 | Tijuana의 기후 | Tijuana의 기후 | Tijuana의 기후 | Tijuana의 기후 | Tijuana의 기후 | Tijuana의 기후 | Tijuana의 기후 | Tijuana의 기후 | Tijuana의 기후 |
| 월                                      | 1월            | 2월            | 3월            | 4월            | 5월            | 6월            | 7월            | 8월            | 9월            | 10월           | 11월           | 12월           | 연간           |
| --------------------------------------- | -------------- | -------------- | -------------- | -------------- | -------------- | -------------- | -------------- | -------------- | -------------- | -------------- | -------------- | -------------- | -------------- |
| 역대 최고 기온 °C (°F)                  | 34.5 (94.1)    | 39.0 (102.2)   | 34.0 (93.2)    | 36.0 (96.8)    | 38.5 (101.3)   | 41.8 (107.2)   | 39.0 (102.2)   | 41.0 (105.8)   | 49.0 (120.2)   | 47.0 (116.6)   | 42.0 (107.6)   | 37.0 (98.6)    | 49.0 (120.2)   |
| 일평균 최고 기온 °C (°F)                | 20.3 (68.5)    | 20.8 (69.4)    | 20.8 (69.4)    | 22.1 (71.8)    | 23.5 (74.3)    | 25.2 (77.4)    | 27.8 (82.0)    | 28.1 (82.6)    | 27.8 (82.0)    | 26.0 (78.8)    | 23.5 (74.3)    | 21.1 (70.0)    | 23.9 (75.0)    |
| 일일 평균 기온 °C (°F)                  | 13.6 (56.5)    | 14.3 (57.7)    | 14.8 (58.6)    | 16.1 (61.0)    | 18.0 (64.4)    | 19.8 (67.6)    | 22.2 (72.0)    | 22.8 (73.0)    | 22.0 (71.6)    | 19.5 (67.1)    | 16.6 (61.9)    | 14.0 (57.2)    | 17.8 (64.0)    |
| 일평균 최저 기온 °C (°F)                | 6.9 (44.4)     | 7.8 (46.0)     | 8.8 (47.8)     | 10.2 (50.4)    | 12.4 (54.3)    | 14.3 (57.7)    | 16.5 (61.7)    | 17.5 (63.5)    | 16.1 (61.0)    | 13.0 (55.4)    | 9.8 (49.6)     | 6.9 (44.4)     | 11.7 (53.1)    |
| 역대 최저 기온 °C (°F)                  | −3.0 (26.6)    | 0.0 (32.0)     | 0.5 (32.9)     | 1.0 (33.8)     | 5.5 (41.9)     | 5.0 (41.0)     | 7.5 (45.5)     | 10.5 (50.9)    | 0.0 (32.0)     | 5.0 (41.0)     | 1.0 (33.8)     | −5.0 (23.0)    | −5.0 (23.0)    |
| 평균 강우량 mm (인치)                   | 43.8 (1.72)    | 36.5 (1.44)    | 42.7 (1.68)    | 17.6 (0.69)    | 4.4 (0.17)     | 0.7 (0.03)     | 0.7 (0.03)     | 0.9 (0.04)     | 5.0 (0.20)     | 7.8 (0.31)     | 33.8 (1.33)    | 37.0 (1.46)    | 230.9 (9.09)   |
| 평균 강우일수 (≥ 0.1 mm)                | 5.9            | 4.7            | 5.9            | 3.1            | 1.4            | 0.5            | 0.4            | 0.2            | 0.7            | 1.7            | 3.9            | 4.3            | 32.7           |
| 평균 상대 습도 (%)                      | 70             | 74             | 73             | 75             | 77             | 79             | 80             | 80             | 79             | 76             | 69             | 69             | 75             |
| 평균 월간 일조시간                      | 217            | 226            | 248            | 240            | 248            | 240            | 310            | 279            | 270            | 248            | 240            | 248            | 3,014          |
| 출처 1: Servicio Meteorologico Nacional |                |                |                |                |                |                |                |                |                |                |                |                |                |
| 출처 2: BBC weather (sun and humidity). |                |                |                |                |                |                |                |                |                |                |                |                |                |

## 관광
티후아나에 가면 멕시코의 화려한 시장과 문화를 맛보기에 충분하다. 매년 3천5백만의 관광객들(CAMBRIDGE U PRESS 'TOUCHSTONE' STUDENT'S BOOK3 P.28 2009년)이 찾고 있는 티후아나는 최근 들어 가족 모두가 즐길 수 있는 관광지로 변모하고 있다. 밤에는 술과 음악이 함께 하는 색다른 밤문화가 펼쳐진다.

## 국제 교류도시
- 대한민국 서울특별시 강북구
- 멕시코 푸에블라주 푸에블라
- 대한민국 강원도 평창군
- 캐나다 퀘벡주 퀘벡

## 별명
TJ (영어 식으로 "테이 제이"라고 발음한다)

## 같이 보기
- 후니페로 세라 (Junípero Serra)
- 리카르도 플로레스 마곤 (Ricardo Flores Magón)